# Duke Reid
Pour les articles homonymes, voir Reid.
Arthur Duke Reid, surnommé Trojan, né en 1915 dans la Paroisse de Portland (Jamaïque) et mort en 1975, est un producteur de musique jamaïcain.
D'abord propriétaire du plus populaire sound system de Kingston, le Trojan (en 1956, 1957 et 1958, il est même sacré roi du sound & blues par le public), il monte un studio d'enregistrement à l'étage de son magasin de vins et spiritueux en 1965, puis fonde les labels Treasure Isle et Trojan. Il était aussi le rival historique de Coxsone.

## Biographie
Duke Reid va participer activement à l’émancipation et au développement de la musique yardie. Tout d’abord amateur de Calypso, rhythm and blues, et de jump blues, il se tourne ensuite vers le ska et le reggae. Au début des années 1950, il devient DJ pour une radio locale, et anime un programme qu’il nomme « Treasure Island Time » du nom d’un magasin d’alcool acheté avec sa femme : « Treasure Isle Liquor store ». Il lance aussi une affaire de sound system mobile, en déplaçant son matériel et ses disques à l'aide d'un pick-up « Trojan », d'où lui vient son surnom.
Il est aussi et surtout, un des premiers opérateurs de sound system de l’île, avec Tom the great Sebastian et Coxsone Dodd. Les sound systems, ou « maison de la joie » comme on les surnomme en Jamaïque, sont des espèces de discothèques mobiles, composées d’une quarantaine d’amplis environ, et qui représentent pour le peuple jamaïcain le principal moyen d’accès à la musique. Bien que ceux-ci soient peu nombreux, la compétition entre les sounds systems fait rage, ils s’affrontent sur les « longs » (pelouses) et c’est alors l’originalité du son et le talent des DJ qui font la différence.
Le Duke se démarque notamment par ses performances scéniques souvent spectaculaires, la qualité de ses riddims et de ses Dj : Cuttins et Cliffie.
Ce qui ne l’empêche pas à l’occasion d’utiliser la violence pour briser les oppositions.
Ancien policier, il inspire le respect de tous, d'autant plus qu'il ne sort jamais sans une arme et une ceinture de munitions, voire une grenade ou une machette en tant qu'accessoires. De plus, il emploie des vieilles connaissances et des voyous (« dancehall crashers ») pour saboter le matériel des sounds systems concurrents et provoquer des bagarres chez eux, dans le but d'attirer des danseurs par la bonne ambiance de son sound. Duke Reid est en quelque sorte le précurseur d'un comportement « gangsta » dans la musique jamaïcaine.
Sa rivalité avec Coxsone augmentant, il multiplia ses voyages aux États-Unis pour dénicher d'obscurs vinyles R&B ou des pistes instrumentales de saxophone. L'exclusivité devenant un critère de plus en plus important pour garantir le succès d'un sound system, Reid et Coxsone rayaient les noms des artistes et des labels sur leurs disques, et les renommaient pour protéger leurs vraies identités.
Une anecdote célèbre est que Reid s'est risqué à passer une chanson portant la signature de Coxsone, ce qui entama un « battle » entre Duke Reid et un Coxsone choqué et consterné.
Reid était souvent accusé de tactiques peu scrupuleuses à cause, entre autres, de son recours aux « dancehall crashers », des voyous dont le rôle consistait à saboter le matériel hi-fi des sound-systems rivaux et de provoquer des bagarres.
Il remporta le Jamaica's top sound-system battle trois années consécutives, de 1956 à 1958.
Fin des années 1950, il produit du Calypso sur son label « Trojan » ; en 1959, il construit son propre studio d'enregistrement, qu'il baptise logiquement Treasure Isle et forme un groupe de studio, le Duke Reid Band, auquel participent ponctuellement Rico Rodriguez, Don Drummond, Roland Alphonso, Johnny Moore et Ernest Ranglin. Il enregistre un grand nombre de chansons destinées à déchainer les foules lors des soirées organisées à l'aide de son Sound System.
Après quelques mois et devant la demande du public Duke Reid commence à commercialiser certains morceaux en les pressant au format 45 tours en petite quantité (500 exemplaires environ). Devant le succès populaire, Duke Reid se lance dans le commerce de l'édition de disques. De 1962 à 1965, les labels de Reid - Treasure Isle en premier - sortent de nombreux hits ska des Skatalites, Stranger Cole, the Techniques, Justin Hinds & the Dominoes...
Cependant, c'est avec l'arrivée en 1966 d'Alton Ellis et du rocksteady, plus lent que le ska, que Duke Reid devance Studio One et Coxsone dans la course à la renommée. L'apogée du rocksteady (1966-1968) fut très fertile pour les productions de Reid, avec Alton Ellis, Phyllis Dillon, the Melodians, the Paragons, the Ethiopians, the Jamaicans et bien d'autres. La plupart d'entre eux étaient entourés du nouveau house band de Reid, Tommy McCook & the Supersonics, menés par l'ancien saxophoniste des Skatalites.
Dans une interview pour Kool 97 FM, Jackie Jackson avec Paul Douglas et Radcliffe "Dougie" Bryan ont été interrogés sur les nombreux enregistrements qu'ils ont fait ensemble comme la section rythmique pour Treasure Isle Records. Ils ont été interviewés sur leur travail avec Sonia Pottinger et Duke Reid.
Avec la fin du rocksteady et l'avènement du roots reggae à tendance rasta, Reid se trouva face à un dilemme, cette nouvelle musique n'étant pas de son goût, particulièrement les paroles relatant des revendications sociales. Cette position fit petit à petit de lui un personnage de la « vieille garde », passé de mode. Bien qu'ayant été un des plus grands producteurs jamaïcains, il n'hésitait pas à refuser d'enregistrer des chansons rastas, en répliquant « je suis moi-même Babylone, j'ai été flic, c'est de moi que tu parles, pas de rasta-song ici ».
Heureusement, il y avait une autre mode à l'époque qui fleurissait dans les dancehalls : les DJ commençaient à insérer leurs propres rythmes, jouant avec les rimes, et commençaient véritablement à « chatter » et à « toaster » sur des mélodies populaires.
Le leader des Paragons, John Holt, présenta le pionnier du genre, U Roy à Duke Reid en 1970, qui décida très vite de l'enregistrer, et insiste sur l'idée de rajouter simplement des voix sur les enregistrements Treasure Isle existants.
Les résultats ont été époustouflants de popularité. Quatre singles de U Roy sont apparus dans le Top5 jamaicain d'un seul coup. Reid continue d'enregistrer U Roy jusqu'au début des années 1970, et sortit également des disques d'autres jeunes DJs, comme Dennis Alcapone.
Il tombe gravement malade en 1974, et finit par s’éteindre en 1975 à l’âge de 60 ans.
Les collections, productions estampillées Trojan, Treasure Isle, etc. forment une œuvre tout simplement faramineuse.